# Moravia (Iowa)
Moravia es una ciudad ubicada en el condado de Appanoose en el estado estadounidense de Iowa. En el Censo de 2010 tenía una población de 665 habitantes y una densidad poblacional de 229,45 personas por km².

## Geografía
Moravia se encuentra ubicada en las coordenadas 40°53′30″N 92°49′12″O / 40.89167, -92.82000. Según la Oficina del Censo de los Estados Unidos, Moravia tiene una superficie total de 2.9 km², de la cual 2.9 km² corresponden a tierra firme y (0%) 0 km² es agua.

## Demografía
Según el censo de 2010, había 665 personas residiendo en Moravia. La densidad de población era de 229,45 hab./km². De los 665 habitantes, Moravia estaba compuesto por el 98.5% blancos, el 0% eran afroamericanos, el 0.15% eran amerindios, el 0.15% eran asiáticos, el 0% eran isleños del Pacífico, el 0% eran de otras razas y el 1.2% pertenecían a dos o más razas. Del total de la población el 1.2% eran hispanos o latinos de cualquier raza.